# Ernest Dükü
Vous pouvez aider à l'améliorer ou bien discuter des problèmes sur sa page de discussion.
- Certaines informations devraient être mieux reliées aux sources mentionnées dans la bibliographie ou les liens externes. Améliorez sa vérifiabilité en les associant par des références. (Marqué depuis octobre 2020)
- Il contient une ou plusieurs listes. Le texte gagnerait à être rédigé sous la forme d’un ou plusieurs paragraphes synthétiques, afin d’être plus agréable à lire. (Marqué depuis mars 2021)
- Son texte doit être wikifié : il ne correspond pas à la mise en forme Wikipédia (style, typographie, liens internes, liens entre les wikis, etc.). (Marqué depuis mars 2021)
- Son ton est trop promotionnel ou publicitaire, voire hagiographique. Le texte doit adopter un ton neutre et encyclopédique. (Marqué depuis mars 2021)

Ernest Dükü est un architecte, peintre et plasticien ivoirien, né en 1958 à Bouaké en Côte d'Ivoire.

## Biographie
Il a étudié à l'INSAAC au sein de l'École Nationale des Beaux-Arts d'Abidjan. Il poursuit ses études à l'École nationale supérieure des arts décoratifs (ENSAD) à Paris. Il a étudié l'Esthétique et les Sciences de l'Art à l'Université de Paris 1 Panthéon Sorbonne, et obtenu par ailleurs un diplôme d'Architecte D.P.L.G à l'École d'Architecture de Paris la Défense à Nanterre.
Son travail de création interroge ce qu'il nomme « les non-dits qui encombrent nos mémoires ». Dans une interview Writing Identities accordé à Mary Nooter Roberts et publiée dans le journal African Arts UCLA, il aborde une partie de cette problématique.
Depuis quelques années, son travail est orienté vers la problématique de l'invisible et de l'invisible. Ses expositions sont tournées vers le chant des Boson.
Une interview de Olivier Herviaux dans le monde du 8 avril 2023, donne quelques éclaircissements.
Il vit et travaille entre Abidjan et Paris.

## Œuvres
Ernest Dükü articule son travail de création plastique en convoquant un ensemble d'artefacts dont le résultat pictural nous donne à voir une œuvre entre peinture et sculpture : il qualifie son travail de « peinture sculptée ».
Il est à noter à ce sujet l'analyse de son travail par Mary Nooter Roberts.
« Aux Frontières de la peinture, de la sculpture et de l’installation, les œuvres d’Ernest Dükü surfent sur les crêtes des limites » avec des titres d'œuvres en mot valises : La parole de l’œil du bélier, La transhumance awalé... comme le souligne le critique d'art Yacouba Konaté. « ... les titres des œuvres de Dükü soutiennent des questions critiques. Le corps des œuvres dispose parfois des collages de journaux qui laissent entrevoir des débats dont le fameux « choc des civilisations » ce que l'artiste lui-même nomme comme étant les résultats de son regard et de son approche face à la problématique des questions des non-dits.
« Dükü à la quête des expériences d’autrui » comme le suggère Marie José Hourantier.
Le symbole de l'arobase est emblématique dans ses titres. On retrouve ce symbole de l'ouverture au monde à l'intérieur même de ses œuvres.
Après plusieurs expositions à travers le monde en 2019, année de ses soixante ans, il a été sélectionné pour la 58e Biennale de Venise, Pavillon de la Côte d'Ivoire (Italie)  et de la 13e Biennale du Caire (Égypte).

## Expositions
Son travail a fait l'objet de nombreuses expositions depuis 1995, date de sa première exposition en France à Aix-en-Provence.